# David Dellow
David Dellow (* 21. April 1979 in Brisbane) ist ein ehemaliger australischer Triathlet und zweifacher Ironman-Sieger (2012, 2017). Er wird in der Bestenliste australischer Triathleten auf der Ironman-Distanz geführt.

## Werdegang
David Dellow war seit 2002 als Profi-Triathlet aktiv und er startete für das Team TBB.
Im Juni 2012 erreichte er beim Ironman Cairns seinen ersten Sieg auf der Langdistanz bei einem Ironman-Rennen (3,86 km Schwimmen, 180,2 km Radfahren und 42,195 km Laufen).
Im Juli 2015 wurde er Dritter bei der Challenge Roth und erzielte mit 7:59:28 h eine neue persönliche Bestzeit auf der Langdistanz.
Im Mai 2016 wurde er Zweiter beim Ironman Australia. 2017 konnte er das Rennen gewinnen und holte sich damit seinen zweiten Ironman-Sieg.

2018 startete er wieder in Port Macquarie, konnte das Rennen aber nicht beenden. Im Juni 2019 wurde er nach seinem Sieg 2012 Dritter beim Ironman Cairns. Seit 2019 tritt David Dellow nicht mehr international in Erscheinung.

### Privates
David Dellow war bis 2015 mit der Schweizer Triathletin Caroline Steffen (* 1978) liiert. Er lebt in Mooloolaba (Queensland, Australien).

## Sportliche Erfolge
| Datum/Jahr    | Rang | Wettbewerb                                  | Austragungsort  | Zeit     | Bemerkung                                            |
| ------------- | ---- | ------------------------------------------- | --------------- | -------- | ---------------------------------------------------- |
| 24. Juli 2012 | 2    | Triathlon EDF Alpe d’Huez                   | Alpe d’Huez     | 05:55:37 | Zweiter hinter dem Spanier Victor Del Corral Morales |
| 30. Okt. 2011 | 1    | Noosa Triathlon                             | Noosa           | 01:46:36 | [ 3 ]                                                |
| 22. Sep. 2011 | 5    | Ironman 70.3 Pays d’Aix France              | Aix-en-Provence |          |                                                      |
| 8. Feb. 2009  | 2    | Ironman 70.3 Geelong                        | Geelong         | 03:53:02 | [ 4 ]                                                |
| 2. Nov. 2008  | 2    | Noosa Triathlon                             | Noosa           |          |                                                      |
| 3. Nov. 2007  | 2    | Noosa Triathlon                             | Noosa           |          |                                                      |
| 30. Aug. 2007 | 60   | ITU Triathlon World Championships           | Hamburg         | 01:50:10 | Triathlon-Weltmeisterschaft auf der Kurzdistanz      |
| 9. Nov. 2002  | 5    | ITU Triathlon World Championship U23        | Cancún          | 01:53:28 |                                                      |
| 12. Sep. 1999 | 14   | ITU Triathlon World Championship Junior Men | Montreal        | 01:52:03 | Triathlon-Weltmeisterschaft der Junioren             |

| Datum/Jahr    | Rang | Wettbewerb                                      | Austragungsort | Zeit       | Bemerkung                                           |
| ------------- | ---- | ----------------------------------------------- | -------------- | ---------- | --------------------------------------------------- |
| 9. Juni 2019  | 3    | Ironman Cairns                                  | Cairns         | 08:32:12   | Ironman Asia-Pacific Championships                  |
| 6. Mai 2018   | DNF  | Ironman Australia                               | Port Macquarie | –          |                                                     |
| 7. Mai 2017   | 1    | Ironman Australia                               | Port Macquarie | 08:15:36   |                                                     |
| 1. Mai 2016   | 2    | Ironman Australia                               | Port Macquarie | 08:22:17   |                                                     |
| 6. Dez. 2015  | 4    | Ironman Western Australia                       | Busselton      | 08:19:24   |                                                     |
| 12. Juli 2015 | 3    | Challenge Roth                                  | Roth           | 07:59:28   | mit neuer persönlicher Bestzeit auf der Langdistanz |
| 23. März 2014 | 3    | Ironman Melbourne                               | Melbourne      | 08:03:07   |                                                     |
| 13. Okt. 2012 | 9    | Ironman Hawaii                                  | Hawaii         | 08:35:02   |                                                     |
| 15. Aug. 2012 | 3    | Embrunman                                       | Embrun         | 09:52:23,4 |                                                     |
| 3. Juni 2012  | 1    | Ironman Cairns                                  | Cairns         | 08:15:04   | [ 6 ]                                               |
| 21. Apr. 2012 | 1    | Samui Triathlon                                 | Ko Samui       | 06:11:54   |                                                     |
| 25. März 2012 | 5    | Ironman Melbourne                               | Melbourne      |            |                                                     |
| 5. Nov. 2011  | DNF  | ITU Long Distance Triathlon World Championships | Henderson      | –          | Triathlon-Weltmeisterschaft auf der Langdistanz     |

(DNF – Did Not Finish)